# Mihail Zamotin
Mihail Zamotin (n. 14 noiembrie 1937, Leningrad, RSFS Rusă, URSS) este un canoist ce a reprezentat Rusia, medaliat olimpic. A participat la o ediție a Jocurilor Olimpice (1968) în care a câștigat o medalie de bronz.

## Participări
Lista de mai jos prezintă principalele competiții la care a participat Mihail Zamotin de-a lungul carierei.
- canoeing at the 1968 Summer Olympics – men's C-2 1000 metres[*]